# Melpignano
Melpignano – miejscowość i gmina we Włoszech, w regionie Apulia, w prowincji Lecce.
Według danych na rok 2004 gminę zamieszkiwało 2209 osób, 220,9 os./km².